# Óscar Danilo Rosales
Óscar Danilo Rosales Argüello (1941-1967) fue un médico, cirujano, patólogo, catedrático y revolucionario nicaragüense.
Óscar Danilo Rosales destacó en la lucha contra la dictadura somocista. En sus años de estudiante formó parte en diversos movimientos estudiantiles de oposición. Fue de los primeros militantes del Frente Sandinista de Liberación Nacional (FSLN). Abandonó su carrera profesional como catedrático de la Universidad Nacional Autónoma de Nicaragua (UNAN) para integrarse a la guerrilla cayendo poco después muerto en la llamada «Gesta de Pancasán» donde fue hecho prisionero, torturado y ejecutado.

## Biografía
Óscar Danilo Rosales nació en León, el 5 de enero de 1941, hijo de Roberto Rosales Callejas y Aurora Argüello Gale. Sus hermanos fueron Leyla, Sergio Roberto y José Francisco Rosales Argüello.
Asistió a la escuela de párvulos de doña Mélida Medrano de Tiberino. Ingresa en el colegio «Dulce Nombre de Jesús» para realizar los estudios primarios que sigue en la Escuela Superior de Varones, pasando a cursar los estudios de secundaria en el Instituto Nacional de Occidente. 
En 1958 entra en contacto con el movimiento estudiantil CUUN(Centro Universitario de la Universidad Nacional) guiado por Carlos Fonseca en el cual se pretendía organizar a los estudiantes de secundaria. Se muestra muy influenciado por la Revolución Cubana y emprende estudios de la teoría revolucionaria científica. 
En diciembre de 1959 acaba sus estudios de secundaria obteniendo el título de Bachiller en Ciencias y Letras y destacando por sus cualidades de oratoria.

### Ingreso a la universidad
En junio de ese mismo año ingresa en la Universidad Nacional Autónoma de Nicaragua (UNAN) de su ciudad natal, para cursar estudios de medicina. 
En el desfile de "pelones", que se convierte en marcha reivindicativa por la masacre de «El Chaparral» y es duramente reprimida por la Guardia Nacional de Nicaragua, muere al lado suyo su amigo Erick Ramírez Medrano. Este hecho marcaría a Óscar Danilo implicándole más en la lucha contra la dictadura somocista. En septiembre participa en la toma del Recinto Universitario de León.

### Juventud Socialista
Entra a formar parte de la Juventud Socialista y participa en la formación de los círculos de estudios socialistas. De estos círculos salieron los dirigentes fundadores del Frente Estudiantil Revolucionario (FER), que formó parte del FSLN (fue su brazo político en la universidad).
Participó en las acciones de Bocay, cuyo fracaso marcó a Óscar Danilo, volcándole en la participación activa dentro del FSLN. Junto a Silvio Mayorga y Rigoberto Cruz (Pablo Úbeda) participa en la preparación de las actividades en las montañas de Matagalpa. Junto a Óscar Turcios, Julio Buitrago y José Benito Escobar forma un núcleo conspirativo. 
En 1962, como miembro del CUUN apoya a la Federación de Trabajadores de Managua (FTM), e intenta que el Partido Socialista de Nicaragua (PSN), apoye que la URSS conceda becas de estudios a diferentes miembros de su organización para la formación de cuadros políticos dirigentes.
Participa en agosto de 1962 como delegado en el VII Congreso de la Unión Internacional de Estudiantes que se celebra en Leningrado (hoy San Petersburgo), es detenido a su vuelta el 7 de septiembre acusado de introducir en Nicaragua "literatura comunista".
En la primavera de 1962 se pone en contacto con la Asociación Chino - Latinoamericana para estrechar lazos entre los estudiantes de ambos países. Es nombrado por la CUUN delegado por Medicina I para el seminario sobre Organización Estudiantil a celebrar los días 22 y 23 de julio de 1963.
En noviembre de 1962 invita a unirse en un frente común a los asistentes al Primer Congreso Revolucionario de Estudiantes Democráticos y Progresistas, donde asiste como delegado. En ese congreso se aprueba una Declaración de Principios y las Resoluciones sobre organización y se forma el Frente Estudiantil Revolucionario. 
En julio de 1963 participa como delegado en el II Congreso Nacional de Estudiantes Universitarios de Nicaragua, en el que aprobó realizar ese mismo año el Primer Seminario Nacional sobre Reforma y Democratización de la Enseñanza.
Al año siguiente Óscar Danilo sería uno de los encargados de organización del II Congreso Nacional de Estudiantes Universitarios de Nicaragua que se celebró el 26 de julio de 1963. Durante todo ese año trabaja arduamente en las movilizaciones estudiantiles que se producen en la Universidad Autónoma Nacional de León sobre diferentes reivindicaciones. El 21 de febrero de 1964 es nombrado Secretario de Relaciones Internacionales del FER. Participa activa y significativamente en el I Seminario sobre Reforma y Democratización de la Enseñanza, que se celebró los días 25, 26, 27 y 28 de junio de 1964, y en el homenaje a los participantes del asalto a la Sucursal del Banco de América.

### Médico, cirujano y patólogo
En marzo de 1965 se traslada a Managua al ser admitido como médico interno en el hospital "El Retiro» de la capital. Más tarde es nombrado Residente del Departamento de Patología del mismo hospital.
El 21 de mayo de 1966 se casa con Alba Nubia Ruiz, que había conocido en el transcurso de su estancia en Managua. 
Se gradúa como médico y cirujano el 31 de octubre de 1966 y el 24 de marzo de 1967 nace su hijo Alexis. Poco después, en abril, nombrado instructor de la Cátedra de Patología de la Facultad de Ciencias Médicas de la Universidad Nacional Autónoma de Nicaragua de León.

### Guerrillero en la montaña
Da un paso decisivo en su implicación con el FSLN y en la lucha contra la dictadura de Somoza el día 15 de julio de 1967, cuando renuncia a su cátedra y marcha a las montañas del departamento de Matagalpa integrando una columna guerrillera. 
El 16 de agosto hace llegar una carta al rector de la UNAN en la que comunica su renuncia como Presidente e Instructor de la Cátedra de Patología de la Facultad de Medicina de dicha Universidad, expone sus razones y hace un llamamiento para que se sumen a la insurrección. La carta acaba: 

A usted Sr. Rector, a los profesores universitarios, a los profesionales conscientes y en particular a los estudiantes vanguardia, quiero decirles que la lucha definitiva por la liberación de Nicaragua, ha entrado en su fase decisiva y que aquí tienen un puesto como patriotas y nicaragüenses.

Ese mismo mes escribe a su mujer pidiéndole que cuide de su hijo y exponiendo las razones de su lucha.
El 27 de agosto la columna guerrillera mandada por Silvio Mayorga, en la que está integrado Óscar Danilo Rosales, cae en una emboscada de la Guardia Nacional en las inmediaciones de la Hacienda Washington en las montañas de Pancasán en el departamento de Matagalpa. Esa acción, en la que la Guardia Nacional utilizó todo su poderío bélico contra la columna guerrillera, es conocida como «Gesta de Pancasán». En ella murieron, entre otros, Heriberto García, Silvio Mayorga, Rigoberto Cruz (Pablo Úbeda), Carlos Reina, Nicolás Sánchez, entre otros. Óscar Danilo Rosales fue hecho prisionero, torturado y ejecutado posteriormente. El 5 de septiembre de 1967 la Oficina de Leyes y Relaciones Públicas de la Guardia Nacional hace público un comunicado informando de la muerte de Óscar Danilo Rosales.

## Guerrilla de Pancasán
Cuando en el año 1967 el FSLN decide destacar buena parte de sus cuadros en la montaña, decisión que se venía discutiendo desde años atrás, perseguían establecer una base guerrillera en el centro del país, en una zona productiva. La estrategia era la de crear una serie de focos guerrilleros en el campo, encauzando la lucha desde el campo a la ciudad. Se inició un trabajo ce concienciación social y política en el campesinado y se eligió la montaña de Matagalpa por su situación estratégica y su historia de lucha por la tierra que tenía. El contexto sociopolítico internacional en que se desarrolla la acción favorecía la misma, la concienciación de la juventud y el triunfo de las ideas progresista son la base para la implicación de buen aparte del pueblo con los valores que defendía la guerrilla.
La llamada «Gesta de Pancasán», hecho que determinó un punto de inflexión en la lucha del FSLN, tuvo su origen en la pérdida de unos cartuchos de munición de un joven guerrillero que andaba poniendo buzones. Estas balas fueron halladas por unos «Jueces de Mesta» (autoridad rural de Nicaragua) que ponen el hecho en conocimiento de la Guardia Nacional que sin más conocimiento se lanza a la búsqueda de los guerrilleros. Enterado Carlos Fonseca intenta poner en conocimiento de este hecho a Silvio Mayorga, pero antes de llegar a comunicárselo la Guardia Nacional detecta la columna de Mayorga y le tiende una emboscada.